# Rosanna Zanetti
Rosanna Zanetti (Caracas, 15 de junio de 1987) es una actriz y modelo venezolana.
Zanetti saltó a la fama por su personaje como Andreína Figueroa en la telenovela juvenil de Venevisión Internacional, ¡Qué clase de amor! (2009-2010) y por su personaje de Aylin Moreno en la telenovela ecuatoriana Fanatikda (2010-2011), spin-off de ¡Qué clase de amor!, producida por TC Televisión.

## Carrera
Comenzó su carrera como modelo a los 14 años, firmando contrato con la agencia Bookings International Model Agency y trabajando con importantes marcas publicitarias en Turquía, Francia, España, México y Venezuela.
Debutó como actriz, participando en la película francesa 99 francs, basada en la novela 13,99 euros y dirigida por el director de cine Jan Kounen. Su participación en la película la hizo darse cuenta de que quería dedicarse a la actuación y fue su primer proyecto en la pantalla grande. En 2009, fue confirmada como parte del elenco principal de la serie de Venevisión y Cisneros Media, Qué clase de amor, interpretando a Andreína Figueroa. La serie se estrenó por primera vez el 20 de abril de 2009 por Venevisión en Venezuela, obteniendo buenos niveles de audiencia. Participó en la gira de la serie y se presentó en el Poliedro de Caracas. La telenovela fue transmitida en gran parte de América, logrando obtener el mismo éxito que en su país natal. En 2010, protagonizó la serie Fanatikda, creada por el escritor de la serie, rodada en Guayaquil, Ecuador, razón por la cual se mudó a Ecuador para el rodaje de la serie.
En 2011, fue anunciada como parte del elenco de la telenovela de Venevisión, Natalia del mar, interpretando a Patricia Uzcátegui. La telenovela fue creada por Alberto Gómez y se estrenó el 28 de junio de 2011 por Venevisión. La telenovela obtuvo altos índices de audiencia en Venezuela. Posteriormente fue transmitida en varios países de América, Europa y Asia. Al año siguiente, debutó en el teatro, participando en la obra El Mundo de las Legionarias.
Fue confirmada como la villana principal de la telenovela, La virgen de la calle, como Carlota Rivas en 2014. La telenovela es una adaptación de la telenovela, Juana, la virgen, creada por Basilio Álvarez y fue producida por RTI Producciones y Televisa. La telenovela se estrenó el 3 de marzo de 2015. Ese mismo año, interpretó a Altaír Otero de Finol en la telenovela de Venevisión, Amor secreto, obteniendo gran éxito en su país natal y muchos países de América.Paralelo a su trabajo en televisión, vuelve a las tablas con dos proyectos bajo a la dirección del actor y director Alejandro Bello, con las piezas: Las Fulanas de Tana, en la que comparte escenas con figuras como Giogia Lombardini y Miriam Ochoa, y la obra Cita a Ciegas en la que comparte escena con sus compañeros de Amor Secreto, José Vicente Pinto y Mandi Meza.
En noviembre de 2016, retomó su carrera como modelo y firmó contrato con la agencia de modelos española Traffic Models, por lo que se estableció en Madrid, España, para proseguir con su carrera como actriz y modelo. La agencia es una de las más importantes de España y figuran modelos como Miranda Kerr y Rosie Huntington.

## Vida personal
En 2010, sufrió un secuestro exprés en Venezuela.
En 2.014, mantuvo una relación sentimental con el actor español Paco León. El actor estaba casado con Ana Rodríguez, hecho que según confesó Zanetti meses después , ella desconocía.
En Marzo de 2.015, Rosanna quedó embarazada del actor, sin embargo, decidió voluntariamente no continuar con el embarazo debido a la relación extramarital que ambos mantenían.

Este hecho conllevó a la ruptura de ambos. En 2016, confirmó su relación con el cantante de pop español David Bisbal. Fue precisamente su ex pareja, Paco León , quien los presentó, debido a la amistad que une al actor con el cantante desde hace varias décadas.
A pesar de la relación sentimental que mantuvo Rosanna en el pasado, con Paco Leon, tanto ella como su marido, el cantante David Bisbal mantienen una cercana relación de amistad con el actor.
El 15 de junio de 2016, Bisbal anunció su compromiso con Zanetti, con quién se casó el 3 de julio de 2018 en Ayllón, España. Tiene dos hijos nacidos de su matrimonio con David Bisbal: Matteo Bisbal Zanetti (2019) y Bianca Bisbal Zanetti (2020). Actualmente, Zanetti reside en Madrid, España, tras exiliarse de Venezuela por los regímenes de Chávez y Maduro, a los cuales se ha opuesto públicamente.

## Filmografía
| Año  | Título    | Papel              | Ref. |
| ---- | --------- | ------------------ | ---- |
| 2007 | 99 francs | Actuación especial |      |

| Año       | Título                | Papel                                    | Ref. |
| --------- | --------------------- | ---------------------------------------- | ---- |
| 2009      | ¡Qué clase de amor!   | Andreína Figueroa                        |      |
| 2010-2011 | Fanatikda             | Ailyn Romero                             |      |
| 2011–2012 | Natalia del mar       | Patricia Uzcátegui Andrade de Valladares |      |
| 2014      | La virgen de la calle | Carlota Rivas Molina de Vega             |      |
| 2015-2016 | Amor secreto          | Altaír Otero de Finol                    |      |